# Michael Jones (militaire)
Pour les articles homonymes, voir Jones et Michael Jones.
Le lieutenant-général Michael Jones, né à Ardagh en 1606 et mort à Dungarvan en mars 1649, est un soldat irlandais qui a combattu pour le roi Charles Ier pendant les guerres confédérées irlandaises avant de rejoindre le camp des parlementaires anglais au début de la guerre civile anglaise.
Il est connu pour ses victoires aux batailles de Dungan's Hill et de Rathmines (en), ce qui a facilité la conquête de l'Irlande par Cromwell.